# Station Hannover-Kleefeld
Station Hannover-Kleefeld (Haltepunkt Hannover-Kleefeld) is een spoorwegstation in de Duitse stad Hannover, stadsdeel Kleefeld, in de deelstaat Nedersaksen. Het station ligt aan de spoorlijn Hannover - Lehrte.

## Indeling
Het station heeft één zijperron, welke deels is overkapt. Het perron is met een trap en een lift te bereiken vanaf een klein stationsplein aan de noordzijde van de sporen. Dit pleintje wordt gebruikt op mensen af te zetten en sluit aan op de straat Berckhusenstraße. Via een voetgangerstunnel kan ook de straat Uhlhornstraße bereikt worden, aan de zuidkant van de sporen. Rondom het station zijn er een aantal fietsenstallingen, in de straat Berckhusenstraße bevindt zich de bushalte van het station. 

## Verbindingen
Het station is onderdeel van de S-Bahn van Hannover, die wordt geëxploiteerd door DB Regio Nord. De volgende treinseries doen het station Hannover-Kleefeld aan:
| Serie | Treinsoort             | Route                                                      | Bijzonderheden |
| ----- | ---------------------- | ---------------------------------------------------------- | -------------- |
| S3    | S-Bahn (DB Regio Nord) | Hannover Hbf – Hannover-Kleefeld – Lehrte – Hildesheim Hbf |                |
| S7    | S-Bahn (DB Regio Nord) | Hannover Hbf – Hannover-Kleefeld – Lehrte – Celle          |                |

Hannover Hbf ·
Hannover-Kleefeld ·
Hannover Karl-Wiechert-Allee · 
Hannover-Anderten-Misburg ·
Ahlten (Han) ·
Lehrte ·
Hämelerwald ·
Vöhrum ·
Peine ·
Woltorf ·
Sierße ·
Vechelde ·
Groß Gleidingen ·
Broitzem ·
Braunschweig Hauptbahnhof